# Euzopherodes
Euzopherodes är ett släkte av fjärilar. Euzopherodes ingår i familjen mott.

## Dottertaxa tillEuzopherodes, i alfabetisk ordning[1]
- Euzopherodes albicans
- Euzopherodes albistrigella
- Euzopherodes allocrossa
- Euzopherodes battella
- Euzopherodes capicola
- Euzopherodes charlottae
- Euzopherodes cinnamomea
- Euzopherodes concinella
- Euzopherodes dendrophaga
- Euzopherodes ephestialis
- Euzopherodes euphrontis
- Euzopherodes hemiphaea
- Euzopherodes homocapna
- Euzopherodes homophaea
- Euzopherodes irroralis
- Euzopherodes keltella
- Euzopherodes lecerfi
- Euzopherodes leonhardi
- Euzopherodes leptocosma
- Euzopherodes liturosella
- Euzopherodes lutescentella
- Euzopherodes lutisignella
- Euzopherodes maroccella
- Euzopherodes megalopalis
- Euzopherodes nigolineella
- Euzopherodes oberleae
- Euzopherodes phaulopa
- Euzopherodes poliocrana
- Euzopherodes proleucalis
- Euzopherodes pusilla
- Euzopherodes schematica
- Euzopherodes scipioniella
- Euzopherodes sinensis
- Euzopherodes smeczella
- Euzopherodes soma
- Euzopherodes spodoptila
- Euzopherodes sudanicola
- Euzopherodes taprobalis
- Euzopherodes tenebrosa
- Euzopherodes vapidella
- Euzopherodes xylobrunnea